# كوينتن جيلدنهويز
كوينتن جيلدنهويز (بالإنجليزية: Quintin Geldenhuys)‏ هو لاعب اتحاد الرغبي جنوب أفريقي، ولد في 19 يونيو 1981 في كليركسدورب ‏ في جنوب أفريقيا.

## وصلات خارجية
- كوينتن جيلدنهويز عل موقع إسبنسكروم (الإنجليزية)
- كوينتن جيلدنهويز على موقع ItsRugby.co.uk (الإنجليزية)